# Acacia prismatica
Acacia prismatica är en tvåhjärtbladig växtart som beskrevs av Hoffmanns.. Acacia prismatica ingår i släktet akacior och familjen ärtväxter. Inga underarter finns listade i Catalogue of Life.